# Andrzej Piaseczny
Andrzej Tomasz Piaseczny (* 6. Januar 1971 in Pionki) ist ein polnischer Sänger.
Als Künstler tritt er meistens als Piasek auf. Unter diesem Pseudonym vertrat er Polen beim Eurovision Song Contest 2001 mit dem Song 2 Long (deutsch: Zu lang) und erreichte den 20. Platz. Nach dem Contest gewann er den Barbara Dex Award für das schlechteste Outfit dieses Jahres.

## Leben
Nach dem Abitur begann Piaseczny sein Musikpädagogikstudium an der Jan-Kochanowski-Universität in Kielce. 1992 wurde er Mitglied der Gruppe Mafia. Noch bevor das erste Album der Gruppe aufgenommen wurde, nahm er als Solokünstler an mehreren Talentwettbewerben teil und gab sein erstes Solokonzert. Mit Mafia nahm er insgesamt drei Alben auf. 1995 nahm er zusammen mit Robert Chojnacki das Album Sax & Sex auf, das über 800.000-mal verkauft wurde. Später nahm er mit Chojnacki noch zwei weitere Alben auf.
1997 übernahm er eine Rolle in der Fernsehserie Złotopolscy und trat in einem Werbespot für Pepsi auf. 1998 nahm er sein erstes Soloalbum auf, das mit Platin ausgezeichnet wurde. Gemeinsam mit Natalia Kukulska nahm er einen Song für den Trickfilm Das magische Schwert – Die Legende von Camelot auf. 2001 nahm er am Eurovision Song Contest teil und belegte den 20. Platz. 2003 erschien sein drittes Soloalbum. Ein Jahr später erschien sein viertes Album, im Jahr 2005 folgte das Album Jednym tchem sowie eine Single zu einem Gedicht von Johannes Paul II. Er wurde auch Gesamtsieger des Sopot Festival. 2006 nahm er erneut ein Album mit Chojnacki auf. Ein Jahr später hatte er einen Gastauftritt im polnischen Ableger der Sitcom Die Nanny. Im Jahr 2008 feierte er sein 15-jähriges Bühnenjubiläum.

## Diskografie

### Soloalben
- 1998: Piasek (PL: Gold)
- 2000: Popers
- 2003: Andrzej Piaseczny
- 2004: Największe przeboje
- 2005: Jednym tchem
- 2008: 15 dni
- 2009: Spis rzeczy ulubionych
- 2009: Na przekór nowym czasom – live
- 2011: W blasku światła
- 2012: To co dobre
- 2012: Zimowe piosenki
- 2015: Kalejdoskop
- 2017: O mnie, O Tobie, O Nas

### Alben mit Mafia
- 1993: Mafia
- 1995: Gabinety
- 1996: FM

### Alben mit Robert Chojnacki
- 1995: Sax & Sex (PL: ×2Doppelplatin )
- 1995: Sax & Dance
- 2006: Saxophonic